# Ja Rule

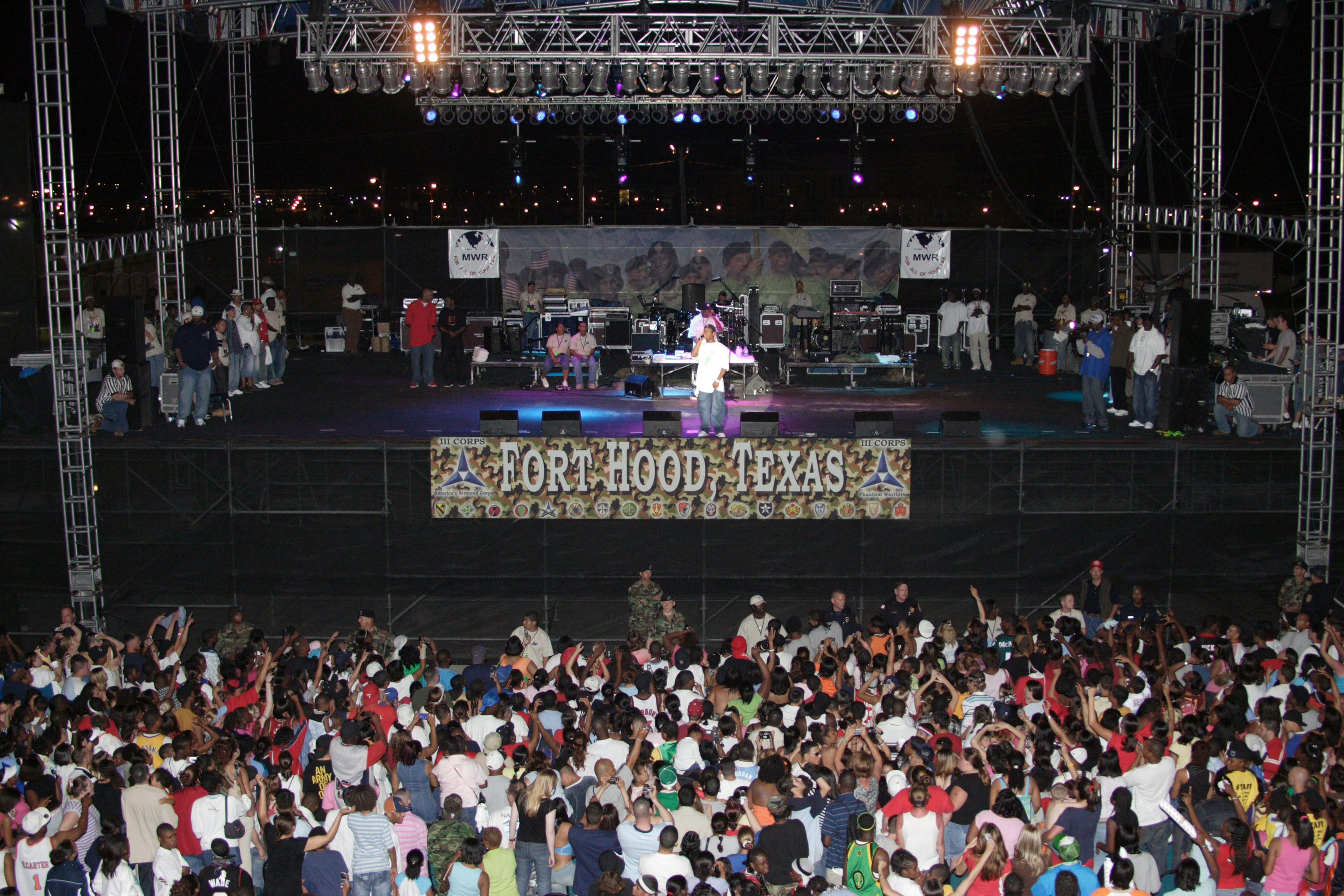
Ja Rule under ett uppträdande för den amerikanska militären i Ford Hood.

Ja Rule, artistnamn för Jeffrey Atkins, född 29 februari 1976 i Queens i New York, är en amerikansk rappare och skådespelare. Ja Rule släpper skivor på The Inc. Records, som tidigare hette Murder Inc. Records. Skivbolaget ägs av Ja Rule tillsammans med producenten Irv Gotti. 
Ja Rule var med i gruppen Cash Money Click innan han 1999 släppte sitt första soloalbum, Venni Vetti Vecci, som bland annat innehöll hans första stora hit, Holla Holla. The Mirror som skulle bli Ja Rules sjunde soloalbum släpptes inte på grund av att för många låtar hade läckt ut på nätet.

## Diskografi (album)
- Venni Vetti Vecci (1999)
- Rule 3:36 (2000)
- Pain Is Love (2001)
- Last Temptation (2002)
- Blood in My Eye (2003)
- R.U.L.E (2004)
- One blood mega remix (24 av Amerikas bästa rappare släppte en remix av låten "One blood" av The Game. Släpptes 2006)
- The Mirror (2009)
- Venni Vetti Vecci 2010 (2010)